# تکه‌ای از قلبم
«تکه‌ای از قلبم» (به انگلیسی: Piece of My Heart) ترانه‌ای است که جری رَگووُی و برت بِرنز آن را نوشته‌اند و اولین بار در سال ۱۹۶۷ توسط اِرما فرانکلین اجرا شده‌است. این قطعه یک‌سال بعد و زمانی که بیگ برادر اند د هولدینگ کامپنی با آواز جنیس جاپلین آن را کاور کردند، محبوبیت گسترده‌ای پیدا کرد. بعد از آن خواننده‌های دیگری هم «تکه‌ای از قلبم» را بازخوانی کرده‌اند از جمله فیث هیل در سال ۱۹۹۴، ملیسا آتریج با همراهی جاس استون در سال ۲۰۰۵ و بورلی نایت در سال ۲۰۰۶.

## نسخهٔ ارما فرانکلین
«تکه‌ای از قلبم» را اولین بار ارما فرانکلین (خواهر بزرگ‌تر آریتا فرانکلین) در سال ۱۹۶۷ اجرا کرد. این اجرا در دسامبر آن سال، دهمین ترانهٔ جدول ترانه‌های روز آراندبی بود و در بیلبورد هات ۱۰۰ تا جایگاه شصت و دوم صعود کرد.
در سال ۱۹۹۲ و پس از آن‌که نسخهٔ ارما فرانکلین در تبلیغ شلوار جین لیوایز استفاده شد دوباره در اروپا منتشر شد و در چند کشور به چارت‌های پرفروش‌ترین آثار موسیقی راه پیدا کرد.

### موقعیت در چارت‌های موسیقی
| چارت (۱۹۶۷–۱۹۶۸)                                    | بالاترین جایگاه |
| --------------------------------------------------- | --------------- |
| موسیقی معاصر بزرگسالان کانادا (آرپی‌ام)              | ۳               |
| UK R&B (رکورد میرور)                                | ۵               |
| بیلبورد هات ۱۰۰ ایالات متحده                        | ۶۲              |
| ترانه‌های داغ آراندبی/هیپ-هاپ ایالات متحده (بیلبورد) | ۱۰              |

| چارت (۱۹۹۲)                  | بالاترین جایگاه |
| ---------------------------- | --------------- |
| بلژیک (اولتراتاپ ۵۰ فلاندرز) | ۳۳              |
| دانمارک (IFPI)               | ۵               |
| اروپا (یوروچارت هات ۱۰۰)     | ۳۴              |
| ایرلند (ایرما)               | ۱۰              |
| هلند (۴۰ آهنگ برتر)          | ۱۱              |
| هلند (۱۰۰ تک‌آهنگ برتر)       | ۹               |
| سوئد (فهرست برترین‌های سوئد)  | ۲۵              |
| تک‌آهنگ‌های بریتانیا (اوسی‌سی)  | ۹               |

| چارت (۱۹۹۲)                       | جایگاه |
| --------------------------------- | ------ |
| تک‌آهنگ‌های بریتانیا (آفیشال چارتس) | ۷۲     |

## نسخهٔ بیگ برادر اند د هولدینگ کامپنی
در سال ۱۹۶۸ گروه بیگ برادر اند د هولدینگ کامپنی نسخهٔ جدیدی از «تکه‌ای از قلبم» را در قالب تک‌آهنگی از آلبوم هیجان‌های ارزان منتشر کردند. این نسخه در زمان انتشارش در ایالات متحده ۱۲ هفته جزو ۱۰۰ تک‌آهنگ پرفروش روز بود و بالاترین جایگاهش در جدول بیلبورد هات ۱۰۰ رتبهٔ دوازدهم بود.
این نسخه که تنظیمی کاملاً متفاوت از اجرای فرانکلین دارد یکی از شناسه‌های موسیقایی جنیس جاپلین است و اجرای او در این قطعه باعث شد به یک سوپراستار تبدیل شود. سایت آل‌میوزیک از این نسخهٔ «تکه‌ای از قلبم» به‌عنوان «یک اجرای عالی و حماسی در روزهای اوج جاپلین و گروه بیگ برادر» یاد کرده‌است. مجلهٔ رولینگ استون هم در گزینش «۵۰۰ ترانهٔ برتر همهٔ زمان‌ها» رتبهٔ سیصد و پنجاه و سوم را به نسخهٔ بیگ برادر و جنیس جاپلین از این ترانه داده‌است. در سال ۲۰۰۴ تالار مشاهیر راک اند رول فهرستی از «۵۰۰ ترانهٔ شکل‌دهندهٔ موسیقی راک» منتشر کرد که این اجرای «تکه‌ای از قلبم» یکی از ترانه‌های آن است.
موسیقی‌نویس بریتانیایی نیک کُلمَن در مقاله‌ای در گاردین آواز جاپلین در این ترانه را ستوده و در مورد آن می‌گوید: «جاپلین ترانه را از آن خود کرده به‌شکلی که قطعه ارزش مستقل خودش را از دست داده و تنها کاربرد آن، انتقال حس غم و اندوه شخصی خواننده‌ای است که آن را می‌خواند. جاپلین ترانه را نمی‌خواند، این ترانه است که جاپلین را می‌خواند».
ارما فرانکلین در سال ۱۹۷۳ در یک مصاحبه با مجلهٔ بلوز اند سول گفته‌بود: «صادقانه بگویم، زمانی که اولین بار نسخهٔ جنیس که از رادیوی اتومبیل پخش می‌شد را شنیدم، آهنگ را نشناختم. طبیعتاً خیلی عالی می‌شد اگر من هم به این میزان توجه، پخش رادیویی و فروش می‌رسیدم، اما نسخهٔ جاپلین آنقدر از نسخهٔ من متفاوت است که واقعاً زیاد بابت آن موضوع دلخور نیستم».

### گواهی‌های فروش
| منطقه                                   | گواهی    | واحد گواهی‌شده/فروش |
| --------------------------------------- | -------- | ------------------ |
| ایتالیا (اف‌آی‌ام‌آی)                      | Gold     | ۲۵٬۰۰۰             |
| ایالات متحده (آرآی‌ای‌ای)                 | Platinum | ۱٬۰۰۰٬۰۰۰          |
| رقم فروش+پخش جاری تنها بر پایهٔ گواهی‌ها. |          |                    |

## نسخهٔ بورلی نایت
بورلی نایت خوانندهٔ سول انگلیسی در تور سال ۲۰۰۵ خود این قطعه را به همراه رونی وود اجرا کرد. او پس از آن اجرا تصمیم گرفت تا ترانه را ضبط استودیویی کند. «تکه‌ای از قلبم» تک‌آهنگ اصلی آلبوم گزیدهٔ آثار نایت بود که در سال ۲۰۰۶ منتشر شد.

### موقعیت در چارت‌های موسیقی
| چارت (۲۰۰۶)                       | بالاترین جایگاه |
| --------------------------------- | --------------- |
| اسکاتلند (اوسی‌سی)                 | ۸               |
| تک‌آهنگ‌های بریتانیا (اوسی‌سی)       | ۱۶              |
| آراندبی/هیپ هاپ بریتانیا (اوسی‌سی) | ۸               |